# Midnight Show
«Midnight Show» (en español, presentación de medianoche) es una canción de la banda estadounidense de indie rock The Killers, la canción fue escrita por los integrantes de la banda: Brandon Flowers y Mark Stoermer, vocalista y bajista respectivamente y fue producida por Brandon Flowers para el álbum de estudio debut de la banda llamado "Hot Fuss" de 2004.

## Información general
"Midnight Show" fue incluida en el álbum Hot Fuss como la canción número 10, la canción a diferencia de la mayoría del resto de las canciones del álbum no cuenta con la producción de Jeff Saltzman, sino que es el vocalista de la banda, Brandon Flowers, quien se encarga de la producción de la canción. La canción es la segunda parte de la "murder trilogy" (trilogía del asesinato) a la cual también pertenecen las canciones "Leave the Bourbon on the Shelf", lanzada en el 2007 en el álbum compilatorio Sawdust, y "Jenny Was a Friend of Mine" lanzada en el 2004 junto a "Midnight Show" en el álbum Hot Fuss.
La letra de la canción trata sobre el asesinato de una chica por parte de su novio, ya que al parecer ésta no le era fiel al chico, sobre el significado de la letra y el supuesto asesinato en la canción Brandon Flowers ha dicho "The murder has something to do with water, but it's not drowning"; en español, "el asesinato tiene que ver con agua, pero sin ahogarse". La música de la canción tiene influencias rock, aunque en es esta canción uno de los puntos más sintéticos del álbum, con un gran parecido en el estilo a "Somebody Told Me", primer sencillo promocional para el álbum.